# Medalla Herschel
La medalla Herschel es otorgada por la Real Sociedad Astronómica (Royal Astronomical Society, RAS) a "investigadores de mérito excepcional en astrofísica observacional". Es otorgado a un trabajo, sin importar la edad del premiado, por lo que los científicos más jóvenes pueden ser candidatos al premio. Fue creado en 1974 por la RAS, siendo su primer presidente William Herschel. La medalla ha sido compartida dos veces, en 1977 y 1986 y ha sido otorgada a 23 hombres y una sola mujer, mayoritariamente del Reino Unido.

## Premiados
Fuente: Real Sociedad Astronómica
| Foto | Año  | Premiado(s)                        | Campo | Notas         |
| ---- | ---- | ---------------------------------- | --- | ------------- |
|      | 1974 | John Paul Wild                     | Radioastronomía | [ 1 ]         |
|      | 1977 | Arno Penzias Robert Woodrow Wilson | Radiación de fondo de microondas | [ 1 ]         |
|      | 1980 | Gérard de Vaucouleurs              | Clasificación morfológica de las galaxias | [ 1 ] [ 2 ]   |
|      | 1983 | William W. Morgan                  | Clasificación estelar | [ 1 ] [ 3 ]   |
|      | 1986 | Albert Boggess Robert Wilson       | Astronomía ultravioleta | [ 1 ]         |
|      | 1989 | Jocelyn Bell Burnell               | Pulsars | [ 1 ]         |
|      | 1992 | Andrew Lyne                        | Radioastronomía | [ 1 ]         |
|      | 1995 | George Isaak                       | Heliosismología | [ 1 ]         |
|      | 1998 | Gerry Neugebauer                   | Astronomía infrarroja | [ 1 ]         |
|      | 2001 | Patrick Thaddeus                   | Nube molecular | [ 1 ]         |
|      | 2004 | Keith Horne                        | Estrellas variables y exoplanetas | [ 1 ] [ 4 ]   |
|      | 2006 | Govind Swarup                      | Radioastronomía | [ 1 ] [ 5 ]   |
|      | 2008 | Max Pettini                        | Astronomía extragaláctica | [ 1 ] [ 6 ]   |
|      | 2010 | James H. Hough                     | Polarimetría | [ 1 ] [ 7 ]   |
|      | 2012 | Mike Irwin                         | Astronomía óptica digital e infrarroja | [ 1 ] [ 8 ]   |
|      | 2013 | Michael Kramer                     | Pulsars | [ 1 ] [ 9 ]   |
|      | 2014 | Reinhard Genzel                    | Astronomía galáctica y astronomía extragaláctica | [ 1 ] [ 10 ]  |
|      | 2015 | Stephen Eales                      | Astronomía milimétrica | [ 11 ] [ 12 ] |
|      | 2016 | James S. Dunlop                    | Formación y evolución de las galaxias | [ 13 ]        |
|      | 2017 | Simon Lilly                        | Formación y evolución de las galaxias | [ 1 ]         |
|      | 2018 | Tom Marsh                          | Doppler Tomography | [ 14 ]        |
|      | 2019 | Nial Tanvir                        | Studies of the Explosive Universe |               |
|      | 2020 | Rob Fender                         | Black hole accretion |               |
|      | 2021 | Stephen Smartt                     | Awarded for his "time-domain studies of transient phenomena, leading ground-breaking progress in our understanding of core collapse supernova and of gravitational wave kilonovae." | [ 15 ]        |
|      | 2022 | Catherin Heymans                   | |               |